# Law & Order: Organized Crime (seizoen 2)
Dit artikel vat het tweede seizoen van Law & Order: Organized Crime samen.

## Rolverdeling

### Hoofdrollen
- Christopher Meloni - senior rechercheur Elliot Stabler
- Ainsley Seiger - rechercheur Jet Slootmaekers
- Nona Parker Johnson - rechercheur Carmen Riley
- Danielle Moné Truitt - brigadier Ayanna Bell
- Tamara Taylor - professor Angela Wheatley
- Dylan McDermott - zakenman Richard Wheatley

### Terugkerende rollen
- Mariska Hargitay - hoofdinspecteur/captain Olivia Benson
- Daniel Oreskes - inspecteur Daniel Oreskes
- Guillermo Díaz - brigadier / inspecteur William "Bill" Brewster
- Mike Cannon - rechercheur Carlos Maldonado
- Rachel Lin - rechercheur Victoria Cho
- Charlie Kevin - politiecommissaris Clarence Brandeis
- Wendy Moniz - ADA Anne Frasier
- Shauna Harley - Pilar Wheatley
- Nick Creegan - Richard "Richie" Wheatley jr.
- Christina Marie - Dana Wheatley
- Nicky Torchia - Elliot "Eli" Stabler jr.
- Autumn Mirassou - Maureen "Mo" Stabler
- Kaitlyn Davidson - Elizabeth "Lizzie" Stabler
- Allison Siko - Kathleen Stabler
- Ellen Burstyn - Bernadette "Bernie" Stabler
- Keren Dukes - Denise Bullock
- Ron Cephas Jones - congreslid Leon Kilbride
- Vinnie Jones - gangster Albi Briscu
- Lolita Davidovich - Flutura Briscu
- Mykelti Williamson - bendeleider Preston Webb
- Antino Crowley-Kamenwati - bendeleider Hugo Bankole
- Dash Mihok - Reggie Bogdani
- Michael Raymond-James- leider Kostabende Jon Kosta
- Caroline Lagerfelt - Agniezjka Bogdani
- Robin Lord Taylor - hacker Sebastian "Constantine" McClane
- Wesam Keesh - hacker Adam "Malachi" Mintock
- Jennifer Beals - Cassandra Webb
- Elliot Villar - Teddy Garcia
- Jordane Christie - Derrick Riley
- Jen Jacob - Bridget Donnelly
- Denis Leary - leider van de Brotherhood Frank Donnelly
- Liris Crosse - agent en lid van Brotherhood Tanisha Carling
- Eddie Yu - agent en lid van Brotherhood David Yoshida
- Justin Grace - agent en lid van Brotherhood Ron Bolton
- Sebastian Arroyo - agent en lid van Brotherhood Jessie Santos
- Patrick Murney - agent en lid van Brotherhood Scott Parnell
- Tim Ransom - agent en lid van Brotherhood Stanwood

## Afleveringen
| Nr. | Aflevering | Titel                             | Regisseur        | Schrijver(s)                          | Selectie gastrollen | Uitzenddatum      |  |
| --- | ---------- | --------------------------------- | ---------------- | ------------------------------------- | --- | ----------------- |  |
| 9 | 1          | The Man with No Identity          | Bethany Rooney   | Ilene Chaiken Kimberly Ann Harrison   | Barbara Eve Harris - Athena Davis Jordan Gelber - assistent-officier van justitie Kathiamarice Lopez - Penda                          | 23 september 2021 |  |
| Stabler gaat undercover als ex-gevangene Eddie Ashes Wagner binnen de Albanese maffia, wanneer zij de cocaïnemarkt in New York willen overnemen. Richard Wheatley heef nog maar een horde te nemen om uit de gevangenis vrijgelaten te worden. Angela Wheatley herstelt van de vergiftiging poging van Morales. |            |                                   |                  |                                       | |                   |  |
| 10 | 2          | New World Order                   | Fred Berner      | Nichole Beattie                       | Izabela Vidovic - Rita Lasku Christiane Noll - mrs. Mulaney Kathiamarice Lopez - Penda                                                | 30 september 2021 |  |
| De alliantie tussen de Kosta en Marcy Killers-bendes heeft hen gericht op de Italianen voor controle over de drugs- en beschermingshandel. Wanneer de Italianen wraak nemen wordt Marcy-lid, en vriendin van Nova, vermoord. Nova blijkt later Carmen Riley te zijn, een undercover die voor Brewster werkt van de Drug Task Force. |            |                                   |                  |                                       | |                   |  |
| 11 | 3          | The Outlaw Eddie Wagner           | John Polson      | Eric Haywood                          | Wilbur Edwin Henry - appartement manager Mu-Shaka Benson - politieagent                                                               | 30 september 2021 |  |
| Stabler helpt de tweede leider van Kosta, Albi, als een gunst zich te ontdoen van een lichaam, maar ondergaat vervolgens dan bijna hetzelfde lot wanneer hij een persoonlijk geheim over Albi ontdekt. Stootmaekers spoort de hacker op die zij ervan verdenkt meerdere blokkers te hebben geïnstalleerd op de telefoon die de Kostas aan Stabler hebben gegeven. |            |                                   |                  |                                       | |                   |  |
| 12 | 4          | For a Few Lekë More               | Jean de Segonzac | Zachary Reiter                        | Chris Mason - Luka Hasa Byron Clohessy - Zef Roman Blat - Nikoll                                                                      | 7 oktober 2021    |  |
| Stabler wordt gedwongen om voor zijn eigen op te komen met een ander Kosta-lid om zijn identiteit te beschermen en breekt de neus van de man, alleen om te horen dat de man verloofd is met de dochter van de baas. Albi kan dan ervoor zorgen dat Stabler niet voor zijn actie wordt bestraft, maar de baas dwingt Stabler dan wel om de plaats van de gewonde medelid in te nemen in een bankoverval. Stabler moet tijdens de overval een man neerschieten die een pistool op hem richt. Het team kan ondertussen de man die gecodeerde telefoons aan meerdere misdaadbendes heeft geleverd arresteren. Het plan is nu om de hacker van Stootmaekers nieuwe telefoons te laten leveren om zo zijn vervolging te voorkomen. |            |                                   |                  |                                       | |                   |  |
| 13 | 5          | The Good, The Bad, and The Lovely | Terry Miller     | Juliet Lashinsky-Revene               | Ice-T - Odafin Tutuola Gregg Henry - Edmund Ross Iliana Guibert - Jennifer Ross                                                       | 14 oktober 2021   |  |
| Nadat hij zich populair had gemaakt bij de Flutura en valse paspoorten voor verschillende Albanese vrouwen in haar huis heeft gevonden, waarschuwt Stabler de SVU voor mogelijke mensenhandel door de Kosta-bende. Hij krijgt dan een baan bij Reggie bij een highclass liefdadigheid evenement, dat opgezet is door Flutura. Bell is te gast bij congreslid Kilbride terwijl de SVU een inval opzet. Wanneer de SVU de inval uitvoert om zo bewijzen te verzamelen voor prostitutie, helpt Stabler Reggie en Flutura te ontsnappen. Hij vertrekt dan vervolgens om Rita te redden, een jonge vrouw die hij ontmoette toen zij als serveerster werkte in een Albanees restaurant. Flutura waarschuwt Albi en Kosta dat ze een verklikker in hun midden hebben. Ondertussen heeft Stabler te maken met zijn zoon die thuis acteert. |            |                                   |                  |                                       | |                   |  |
| 14 | 6          | Unforgivable                      | Monica Raymund   | Rick Marin                            | Jack Kilmer - Louis Chinasky Allison Thomas Lee - Diana Garcia Gregg Henry - Edmund Ross                                              | 21 oktober 2021   |  |
| De dekmantel van Stabler staat op het spel wanneer de negentienjarige zoon van Eddie Wagner, die zijn vader als dertien jaar niet meer heeft gezien, naar de stad komt. Bell en Bullock wachten op een ontmoeting met congreslid Kilbride over de neef van Bullock, wanneer Bell Nova het kantoor van Kilbride ziet verlaten met een envelop met geld. Reggie krijgt de opdracht om een politicus te vermoorden die de Kosta-bende publiekelijk heeft aangevallen, maar in plaats daarvan vermoord hij de vrouw van de politicus. |            |                                   |                  |                                       | |                   |  |
| 15 | 7          | High Planes Grifter               | Alex Hall        | Kimberly Ann Harrison                 | Jack Kilmer - Louis Chinasky Clara Wong - Lena Chen Jacqueline Nwabueze - Violet Brooks                                               | 4 november 2021   |  |
| Na de arrestatie van Reggie ondervragen Bell en Brewster hem om te proberen dat hij zich tegen de bende keert. Stabler onthult zijn ware identiteit aan Reggie, dat hem woedend maakt. Stabler getuigt voor de Grand jury om hen ertoe te bewegen de leden van de Kosta-bende aan te klagen. Stabler gaat weer undercover in de Kosta-bende, en ontdekt dat Jon Kosta Reggie dood wil hebben. Stabler speelt de opname van dit gesprek af aan Reggie, waardoor hij zich tegen de bende keert en getuigt voor de Grand Jury. Maar de moeder van Reggie kan echter een boodschap overbrengen aan Albi. De Grand Jury vaardigt aanklachten uit tegen de Kosta-bende, en dit lijdt ertoe dat de politie diverse bars en restaurants binnenvalt. Cho en een aantal politieagenten vallen het huis van Jon Kosta binnen en ontdekken dat hij daar niet aanwezig is, maar wel zijn dochter en haar vriend. Stabler en Bell valt het huis van Briscus binnen. |            |                                   |                  |                                       | |                   |  |
| 16 | 8          | Ashes to Ashes                    | Jean de Segonzac | Kimberly Ann Harrison Nichole Beattie | Dan Amboyer - Kevin Jack Kilmer - Louis Chinasky Jacqueline Nwabueze - Violet Brooks                                                  | 11 november 2021  |  |
| Het team volgt Kosta en Albi naar de boksschool dat voor hun bedrijf staat. De Kosta-bende blaast het gebouw op waar de zoon van de echte Eddie Wagner de dood vind, en zij ontsnappen dan via een tunnel. Kosta wordt dan gevangen genomen wanneer hij probeert te ontsnappen in een ambulance, terwijl Albi later wordt opgepakt ondanks dat hij gewaarschuwd werd door Flutura. De Kosta-bende wordt officieel aangeklaagd, net als Agnes Bogdani nadat het team de vermoorde rechtbankverslaggever heeft gevonden. Dankzij zijn getuigenis wordt Reggie in de beschermde getuigenprogramma opgenomen. Bell heeft een ontmoeting met Carmen Riley die promotie heeft gemaakt tot vicepresident van de Marcy Killers. Riley bevestigd dat congreslid Kilbride aanwezig was bij de vergadering waar de beslissing werd genomen, waarbij Kilbride opschepte dat hij een relatie heeft ontwikkeld met iemand in de georganiseerde misdaad. |            |                                   |                  |                                       | |                   |  |
| 17 | 9          | The Christmas Episode             | Fred Berner      | Zachary Reiter Rick Marin             | Nuala Cleary - Mia Zabatino Geoffrey Cantor - dr. Stutz Mike Carlsen - mr. Swofford Raúl Esparza - Rafael Barba                       | 9 december 2021   |  |
| Deze aflevering is een cross-over met de televisieserie Law & Order: Special Victims Unit (seizoen 23, aflevering 9). Eli Stabler ontmoet op een promenade in New Jersey een vrouw, en gaat met haar naar een appartement waar ze tequila drinken en de opioïden van zijn oma gebruiken. Hij wordt dan wakker en vindt haar dood, en moet dan van een brug gepraat worden voordat hij springt en ziet Elliot en Benson dan ook arriveren. Stootmaekers komt erachter dat de vrouw door een huurmoordenaar vermoord is, met de bedoeling Eli hiervoor op te laten draaien. De huurmoordenaar onthult dat hij werd betaald voor de aanslag door in cryptogeld dat gelinkt kan worden aan Richard Wheatley, en Elliot confronteert hem in de gevangenis hem hiermee. Richard verklaart dan dat de enige persoon die de code heeft voor zijn cryptovaluta zijn dochter Diana is. Elliot bezoekt dan Angela Wheatley voor de verblijfplaats van Diana, maar zij verklaart dit niet te weten. Later wordt aangetoond dat zij wel weet waar haar dochter zich verbergt. Barba verwijt het kantoor van het openbaar ministerie te weinig bewijzen heeft tegen Richard, en ze laten hem vrij uit de gevangenis. Hij wijst daarna weer het aanbod af om de Consigliere van Wheatley te worden. |            |                                   |                  |                                       | |                   |  |
| 18 | 10         | Nemesis                           | Fred Berner      | Eric Haywood Juliet Lashinsky-Revene  | Robin Lord Taylor - Sebastian McClane Julian Remulla - Rogin Moon Lydiana Medellin - agent Gonzalez                                   | 6 januari 2022    |  |
| Door een cyberaanval kan de beruchte hacker Sebastian McClane, alia Constantine, uit de gevangenis ontsnappen. McClane beraamde een hack op een overheidsinstantie in Washington D.C., waardoor een bewaker werd opgesloten in een ruimte waar hij stikte. Wheatley wordt vrijgelaten uit de gevangenis met de afspraak dat hij zal meewerken met de FBI. Hij maakt de belofte dat hij zijn persoonlijke criminele imperium weer zal opbouwen, en hij blijkt achter de plan te zitten dat McClane heeft voortgebracht. McClane wordt naar het huis van Wheatley gebracht, waar Richard zijn plannen voor hem bespreekt. Wheatley wordt gevraagd naar zijn hulp om de georganiseerde misdaadbestrijding te helpen met een huidige cyberaanval. Stabler is er zeker van dat Wheatley achter deze aanval zat, om zo met zijn zogenaamde hulp te laten zien dat hij volledig met hen meewerkt. Ondertussen raakt congreslid Kilbride verwikkeld in de bouw van Payola, waarbij Riley dit aan Bell meldt. |            |                                   |                  |                                       | |                   |  |
| 19 | 11         | As Nottingham Was to Robin Hood   | Alex Hall        | Kimberly Ann Harrison Nichole Beattie | Laura Heisler - Claudia Brooks Simone Moore - Sherry Jones Debbie Campbell - Alyson Cartwright Cayleigh Capaldi - Victoria Cartwright | 13 januari 2022   |  |
| McClane weigert samen te werken met Wheatley, en zegt dat hij maar één reden had om uit de gevangenis te komen. Dit verklaart hij nadat hij $ 200,000 in contanten opgroef en probeerde een bankrekening openen voor de dochter van de overleden bewaker. McClane stemt ermee in om zich over te geven aan de FBI, nadat hij de weduwe van de bewaker over de rekening heeft vertelt. Een handlanger van Wheatley doet zich voor als een FBI-agent en pakt McClane op en brengt hem naar het huis van Wheatley. Ondertussen beginnen de volgelingen van McClane computerproblemen te ontwikkelen die de stad zal ontwrichten. Wheatley daagt Stabler uit en maakt zijn moeder doodsbang. Stabler kan Wheatley lokaliseren en bezweert hem dat hij hem persoonlijk zal doden en begraven als hij nog ooit zijn familie opnieuw zal bedreigen. Wheatley helpt later de New Yorkse gouverneur Teddy Garcia met een hack, en waarschuwt hem dat de obsessie van Stabler naar hem toe hem een ongeleid projectiel maakt. |            |                                   |                  |                                       | |                   |  |
| 20 | 12         | As Iago Is to Othello             | Fred Berner      | Rick Marin                            | Gary Lee Mahmoud - dr. Walter Aboud Walter Aboud - Miles Darman Drew Moore - Everett Willis                                           | 20 januari 2022   |  |
| Wheatley en de onwillige McClane zitten achter een hack op een federaal financieel systeem. Er wordt onthult dat Wheatley dit deed om de financiële markten te verstoren en de wateren te testen voordat hij later iets veel sinisters gaat doen. Het team bewaakt het huis van Wheatley, en ontdekt dat hij geobsedeerd is door voor het terugwinnen van zijn fortuin en ook om weer samen te komen met Angela. Gouverneur Garcia deelt aan Bell zijn zorgen over de mentale toestand van Stabler. Stabler nodigt Angela uit voor een etentje en geeft dan aan haar blijk van genegenheid, dit terwijl hij weet dat Wheatley toekijkt. Wheatley valt dan zijn ex-vrouw aan, en McClane is machteloos om hier iets tegen te doen. McClane vertelt later aan het team dat hij met opzet een digitale vingerafdruk heeft achtergelaten. Stootmaekers komt achter het wachtwoord om bij de bestanden van Wheatley te komen, wat de datum van de moord op Kathy Stabler blijkt te zijn. Woedend valt Stabler Wheatley in de lift aan, en lacht Stabler lager uit en zegt hem altijd in zijn hoofd te zullen zitten. |            |                                   |                  |                                       | |                   |  |
| 21 | 13         | As Hubris Is to Oedipus           | Stephen Surjik   | Emmy Higgins Zachary Reiter           | Marc Menchaca - broeder Bill Clara Wong - Lena Chen Andrew Durand - Donald Mathers                                                    | 24 februari 2022  |  |
| Stabler maakt zich zorgen over de nieuwe man in het leven van zijn moeder. Wheatley neemt McClane weer opnieuw gevangen, en bindt hem als zowel Angela vast. Hij dwingt McClane om zijn volgelingen te verzamelen en hen zover te krijgen zijn sinistere plan uit te voeren. Stabler gaat dan undercover als een volgeling van McClane, en ontdekt dat de groep bommen wil plaatsen in vijf symbolische delen van de stad. Het team redt McClane nadat Wheatley hem had achtergelaten, dit nadat hij Angela had vrijgelaten en meegenomen. Het team ontdekt dat de vijf bommen een afleiding is voor de werkelijke doelwit van Wheatley: hij neemt de belangrijkste energiecentrale over en hackt de systemen om zo de stad onder zijn macht te krijgen. Miles, de nieuwe man in het leven van de moeder van Stabler, blijkt voor Wheatley te werken. |            |                                   |                  |                                       | |                   |  |
| 22 | 14         | ...Wheatley Is to Stabler         | Sarah Boyd       | Ilene Chaiken Kimberly Ann Harrison   | Juliette Jeffers - Michelle Warner James Cromwell - Miles Darman Michael Frederic - burgemeester Benjamin Bishop                      | 3 maart 2022      |  |
| Wheatley sluit de stroom voor de hele stad af en stelt verschillende eisen, waaronder een vlucht naar de Caraïben en een ontmoeting met Stabler. Terwijl het team en andere politiekorpsen proberen uit te zoeken hoe zij toegang kunnen krijgen in de energiecentrale en Wheatley kunnen overmeesteren zonder verdere ravage aan te richten, helpt McClane Stootmaekers en Malachi een verouderde back-up te activeren om een deel van de stroomtoevoer naar New York te herstellen. Wheatley laat Stabler op een livestream toegeven dat hij tien burgers heeft doodgeschoten tijdens diensttijd, naast andere bekentenissen. Wheatley probeert dan uiteindelijk Stabler zover te krijgen dat hij heeft gelogen over dat hij Kathy heeft vermoord, wat Stabler weigert te doen. Tegen die tijd hebben Stootmaekers en Malachi echter met succes de stroomtoevoer hersteld. Wheatley kan ontsnappen en met Angela achter het stuur vlucht hij naar het vliegveld, en onthuld dat hij de moeder van Stabler heeft ontvoerd. De politie kan echter de moeder lokaliseren, en gaan zij in achtervolging met Wheatley. Angela beseft haar lot en stuurt de auto over de klif een rivier in. De politie verklaart later dat zij het lichaam van Angela hebben gevonden, maar hebben geen spoor van Wheatley. |            |                                   |                  |                                       | |                   |  |
| 23 | 15         | Takeover                          | John Polson      | Eric Haywood                          | Melvin Lee Douglas - Big Smoke Rob Demery - Chopper Jidé Okunola - Flip                                                               | 10 maart 2022     |  |
| Stabler wordt geschorst en levert zijn pistool en badge in, en maakt later ruzie met Bell dat zij hem niet gesteund heeft. Al snel wordt onthuld dat de schorsing een list is, zodat Stabler in een bende met wetteloze agenten, die werken voor oud agent Frank Donnelly, wordt verwelkomd. Stabler raakt betrokken bij een inval met Donnelly, waarbij de politieagenten het drugsgeld achterover drukt. Donnelly met dan inbinden als blijkt dat de betreffende drugs in verband staan met de Marcy Killers. Het vermoeden van Stabler dat de bende van Donnelly een relatie heeft met de Marcy Killers wordt dan bevestigd. De positie van Nova binnen de Marcy Killers wordt verder verhoogd wanneer de andere vicepresident van Webb aan haar rapporteert. Het wordt onthult dat Nova een broer heeft, een predikant, die niet weet dat zij een agent is. Webb en zijn vrouw wonen een kerkdienst van de broer bij, en zien Nova met haar broer knuffelen. |            |                                   |                  |                                       | |                   |  |
| 24 | 16         | Guns & Roses                      | Jean de Segonzac | Juliet Lashinsky-Revene               | Alex Hurt - Matthew Van Aller Joe Tuttle - Leon Popov Rebecca Watson - dr. Chandra Benningfield                                       | 17 maart 2022     |  |
| Een advocaat en de prostituee die zij probeerde te helpen worden allebei neergeschoten, ondanks dat Hugo, een van de leiders van de Marcy Killers, haar had proberen te waarschuwen. Bell zet Hugo hoog op de verdachtenlijst, maar Nova houdt vol dat hij niet de schutter was. Stabler wordt in het district van Donnelly ingedeeld. District inspecteur Darnell is niet blij met Stabler, en zet hem op bureaudienst. Donnelly neemt Stabler echter in de nacht mee om een meth-lab te overvallen. De lab-medewerkers worden echter getipt voor de overval, en vluchten met de drugs. Donnelly en zijn mannen vinden een voorraad wapens die ze door kunnen verkopen. Een achtergebleven crimineel schiet op Stabler, maar Donnelly springt ervoor en vangt de kogel op met zijn kogelvrije vest. Inspecteur Darnell is echter woest dat Stabler met de agenten is meegegaan, en wil hem ontslaan. Donnelly geeft agent Van Aller de leiding over het verkopen van de gevonden wapens, en Stabler ontdekt dat deze agent achter de schietpartij zit op de advocaat en prostituee. Van Aller bekent aan Stabler dat interne zaken binnenkort achter hem aan zal zitten, en pleegt even later zelfmoord. In het zicht veld van Nova wordt Webb gestraft omdat hij de advocaat probeert te beschermen. Darnell vertelt dat iemand boven hem hem Stabler niet zal laten ontslaan, en geeft Stabler zijn wapen en badge terug met de waarschuwing dat die iemand nog een gevaar voor Stabler kan worden. |            |                                   |                  |                                       | |                   |  |
| 25 | 17         | Can't Knock the Hustle            | Jonathan Brown   | Kimberly Ann Harrison Emmy Higgins    | Dann Florek - Donald Cragen Jordan Bridges - Keller Shapiro Amy Lopatin - Vanessa Webb Henderson Quentin Lee Moore - Isaiah Henderson | 7 april 2022      |  |
| Een nieuwe officier van justitie voor de zaak dringt er bij het team op aan om een lid van de broederschap aan hun kant te krijgen, om zo voldoende bewijs te krijgen. Stabler moet ondertussen met zichzelf in het reine komen met de erfenis die zijn vader hem heeft nagelaten. De werelden van Bell en Nova beginnen elkaar op meer dan een manier te overlappen. |            |                                   |                  |                                       | |                   |  |
| 26 | 18         | Change the Game                   | John Polson      | Rick Marin                            | Liris Crosse - Tanisha Carling Jason Nuzzo - Norman Escher James Joseph O'Neil - Victor Braden                                        | 14 april 2022     |  |
| Terwijl het team een riskante arrestatie verricht in de zaak tegen de Brotherhood, verhoogt de Marcy-bende hun positie met een gevaarlijke lading illegale wapens. Stabler zoekt naar manieren om de gunst van Webb te winnen, en tegelijkertijd trouw te blijven aan Donnelly. |            |                                   |                  |                                       | |                   |  |
| 27 | 19         | Dead Presidents                   | Rob J. Greenlea  | Zachary Reiter                        | Jordane Christie - Derrick Riley Carsten Norgaard - Rutger Ulrich Paul O'Brien - Gus Hanson                                           | 28 april 2022     |  |
| Wanneer bij een van de werknemers van Webb miljoenen dollars worden gestolen, schakelt hij Stabler en Donnelly in om de dief en het geld terug te vinden. Het team maakt hiervan gebruik om zowel Webb als de Brotherhood neer te halen, maar stuit dan op een gevaarlijk obstakel. |            |                                   |                  |                                       | |                   |  |
| 28 | 20         | Lost One                          | Cherie Nowlan    | Juliet Lashinsky-Revene               | Evy Ortiz - Rosaria Santos Noah Plomgren - Ted Taylor Paco Tolson - Eddie Alvarez                                                     | 5 mei 2022        |  |
| Deze aflevering is een cross-over met de televisieserie Law & Order: Special Victims Unit (seizoen 23, aflevering 20). Wanneer een negenjarig meisje wordt ontvoerd in connectie met de Brotherhood, moeten Stabler en het team samenwerken met inspecteur Benson van de SVU om de daders op te sporen voordat het te laat is. |            |                                   |                  |                                       | |                   |  |
| 29 | 21         | Streets Is Watching               | Sharon Lewis     | Erica Michelle Butler                 | Adrienne Walker - Natalie Dumont Yosef Kasnetzkov - Ilya Efremov Elijah Everett - Lawrence Mitchell                                   | 12 mei 2022       |  |
| Wanneer het team een bedreiging op het leven van Stabler ontdekt, wordt er druk uitgeoefend om bewijs te vinden dat Webb voor altijd achter de tralies kan zetten. Donnelly geeft de Brotherhood verrassend nieuws. Nova wordt gedwongen een drastische stap te zetten om haar broer veilig te houden. |            |                                   |                  |                                       | |                   |  |
| 30 | 22         | Friend or Foe                     | Ken Girotti      | Rick Marin Barry O'Brien              | Dann Florek - Donald Cragen Paul O'Brien - Gus Hanson Anthony Ruiz - Hector Serrano                                                   | 19 mei 2022       |  |
| Wanneer Stabler de waarheid over zijn vader onder ogen krijgt, beïnvloed dat zijn situatie met de Brotherhood. Het team werkt met man en macht aan het opsporen van Webb, die van de aardbodem lijkt te zijn verdwenen. Donnelly zal echter voor niets stoppen om te voorkomen dat Webb wordt gevonden. |            |                                   |                  |                                       | |                   |  |